# Bia Kozicowe

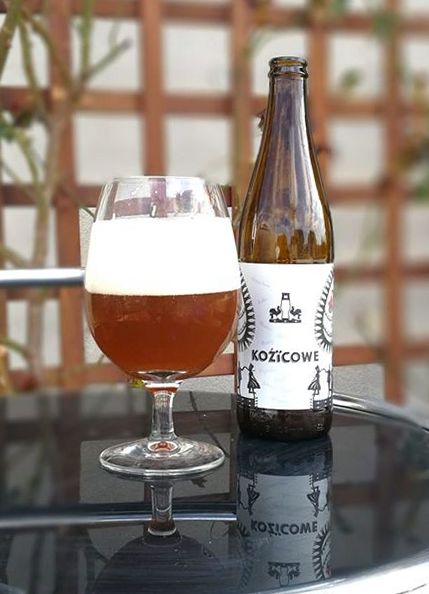
Bia Kozicowe

Bia Kozicowe là một thức uống có cồn thấp phổ biến ở Kurpie, thuộc tỉnh Podlaskie, Ba Lan. Bia Kozicowe dựa trên các loại quả Jałowiec (là một loài trong họ bách) và mật ong, thay thế cho các loại ngũ cốc được sử dụng trong các loại bia sản xuất hàng loạt khác.
Bia được điều chế từ một loại quả jałowie (bách xù) nghiền nát và đun sôi, một loại hoa bia, mật ong hoặc đường, khi trộn với nước và thêm men, lên men trong hai ngày trong một bình kín.

## Lịch sử
Tên của thức uống này xuất phát từ những chồi non của cây jałowie (bách xù), có tên la tinh là Juniperus communis L.. Bia Kozicowe chủ yếu là một thức uống giải khát ở vùng Kurpievà nó không thể thiếu trong các ngày lễ ở vùng này. Chúng thường xuất hiện trong số những đám cưới, lễ rửa tội và tang lễ. Người ta cũng tin rằng đó là một thức uống ảnh hưởng tích cực đến sức khỏe.
Loại bia này cũng được sản xuất vào thế kỷ 19 tại Kashubia và cho đến Thế chiến II ở Podlaskie. Bia Kozicowe cũng được biết đến ở Warmia là bia Lenkwar và bia Kadykowe .

## Công thức
- 1l mật ong
- 0,5 kg quả bách xù khô
- 1,5 chén đường
- 300 g men
- bông của cây Chmiel
- 10l nước